# Tettnang
Tettnang (pronunciación en alemán: /ˈtɛtnaŋ/ⓘ) es una ciudad alemana perteneciente al distrito del lago de Constanza, en el estado federado de Baden-Wurtemberg. Barrios son Kau, Tannau y Langnau.

## Historia
Hasta 1783 Tettnang era la capital del condado de Montfort-Tettnang. Anexionado a la Austria Anterior en 1779.